# Ziebach megye
Ziebach megye az Amerikai Egyesült Államokban, azon belül Dél-Dakota államban található. Megyeszékhelye és legnagyobb városa Dupree. Lakosainak száma 2413 fő (2020. április 1.). Ziebach megye Corson, Haakon, Stanley, Pennington, Dewey, Perkins és Meade megyékkel határos.

## Népesség
A megye népességének változása:
| Lakosok száma | 2823 | 2842 | 2867 | 2834 | 2803 | 2413 |
|               | 2010 | 2011 | 2012 | 2013 | 2015 | 2020 |